# Papa a la huancaina

Les papa pérous (littéralement, « pommes de terre à la manière de Huancayo ») sont un plat péruvien. Les pommes de terre (variété jaune semblable à la variété 'Yukon Gold') sont cuites à l'eau, puis coupées en rondelles, et nappées avec une sauce épicée et crémeuse appelée salsa huancaína. Elles sont en général servies sur des feuilles de laitue et garnies d'olives noires, de maïs en grains et de quartiers d'œufs durs.
La sauce est faite de fromage blanc, d'huile végétale, de piment jaune local (aji amarillo), de  lait concentré,  et de sel, le tout mixé. Certaines recettes font appel à de l'ail, de l'oignon et de la chapelure de biscuits salés.
Cette salade est servie comme entrée froide.

## Origine du nom
L'origine du nom serait liée à la région de Junín, parce que le créateur de ce plat achetait ses ingrédients, surtout les pommes de terre, dans la ville de Huancayo située dans la vallée du río Mantaro et lui donna le nom de papa a la huancaína en hommage à cette région.
La vallée du Mantaro est célèbre pour la fabrication de fromage blanc et pour sa production de pommes de terre, importante non seulement pour le rendement en tonnes par hectare, mais aussi parce qu'elle en produit plus 3 000 variétés. Une autre hypothèse serait que l'on servait ce plat à Lima dans la première gare  du train à destination de Huancayo, qui, pour cette raison, prit le nom de papa a la huancaína.
Dans son livre, La Gran Cocina Peruana (La Grande Cuisine péruvienne), Jorge Stambury indique que la provenance du plat est huancaína et apparaît lors de la construction du Ferrocarril Central del Perú (chemin de fer central du Pérou) qui nécessita un grand nombre d'ouvriers. Les repas de ces travailleurs étaient préparés par des femmes de Huancayo qui faisaient cuire des pommes de terre et les servaient baignées dans une sauce de fromage mélangé avec du rocoto et du lait, et décorées avec des œufs durs. Ce plat fut appelé papas a la huancaína et la recette émigra ultérieurement à Lima, le rocoto étant remplacé par du piment jaune et le batteur par le mixeur.

## Saucehuancaína
Cette sauce se prépare en pilant ou en mixant du piment jaune (ají amarillo, de l'espèce Capsicum bacatum) avec du lait, de l'huile et du fromage blanc (queso fresco ou requesón), (le fromage feta remplace très bien le fromage traditionnellement utilisé au Pérou) et se sert généralement en nappant les pommes de terre que l'on a fait revenir au préalable. D'autres ingrédients sont parfois utilisés, comme du jus de citron, des biscuits (galletas), de l'ail et de l'oignon. Il existe aussi des variantes avec d'autres types de piment comme le rocoto.
Dans sa présentation classique, ce plat s'accompagne d'œufs durs, d'olives noires et se présente sur des feuilles de laitue. La sauce huancaína s'utilise également dans d'autres recettes.